# سواوومیر پاتسک
سواوومیر پاتسک (لهستانی: Sławomir Pacek؛ زادهٔ ۱۷ آوریل ۱۹۶۷) بازیگر و صداپیشه اهل لهستان است.
از فیلم‌ها یا مجموعه‌های تلویزیونی که وی در آن‌ها نقش داشته است، می‌توان به پدر متیو، تشخیص، خانه کشیش، دوران افتخار، لندنی‌ها، پیت‌بول، پرستار کودک، کارآگاهان جنایی، خودِ زندگی، در خوشی و سختی، حوزه استحفاظی ۱۳، حوزه استحفاظی ۱۳، قسمت دوم، سال‌های شیرین، نیویورک شاد، کیلر و پسرها گریه نمی‌کنند اشاره نمود.